# 華姆斯唐吉

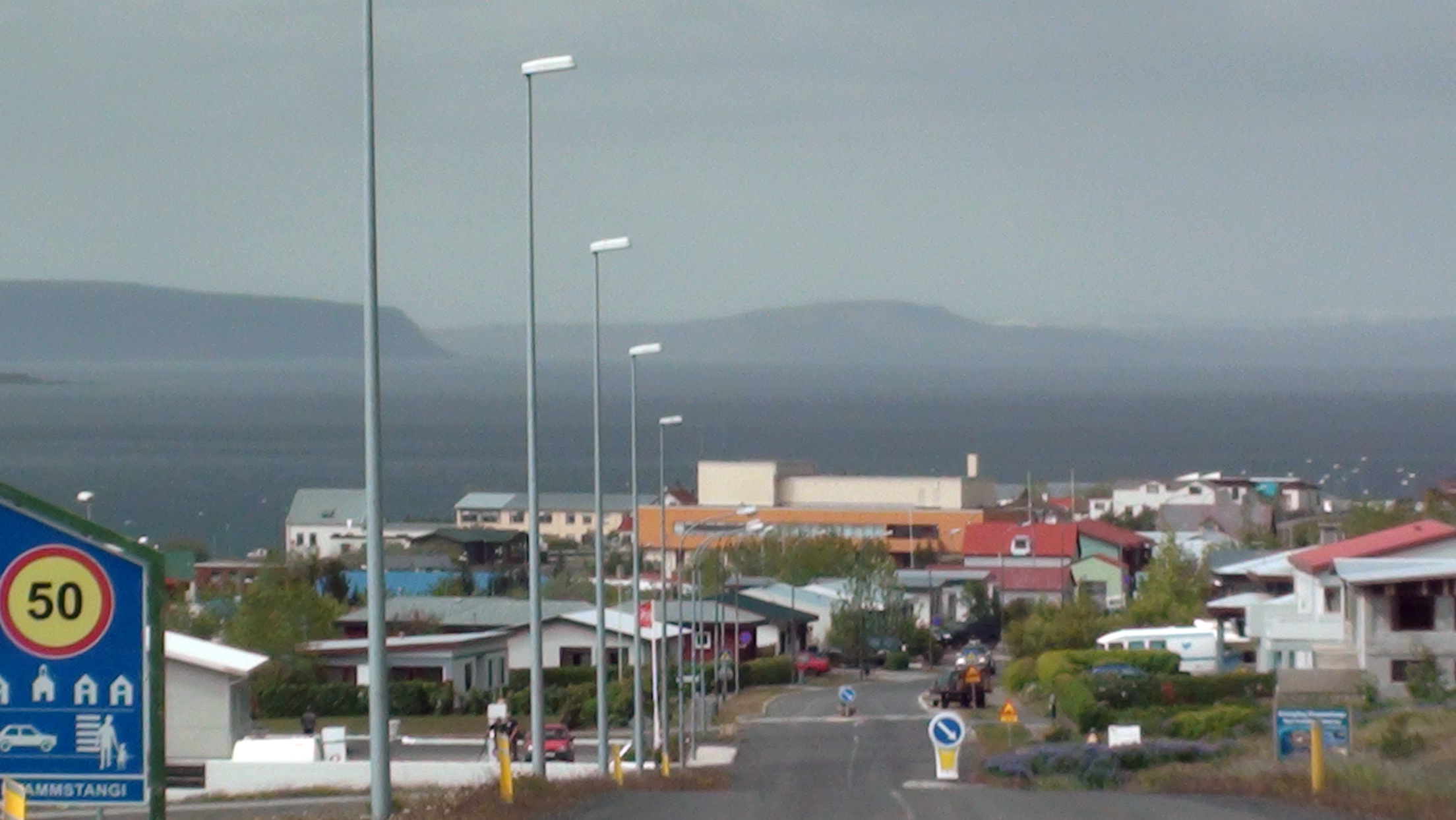
華姆斯唐吉景象

華姆斯唐吉是冰島西北區西胡纳辛市镇内的城鎮，位於該國西北部，主要經濟活動服務業、旅遊業和漁業，鎮上有全國最大的紡織廠，2021年人口635。

## 外部連結
- 西胡纳辛市镇官方网站 （页面存档备份，存于） （冰岛语）

65°24′N 20°57′W / 65.400°N 20.950°W